# Archiepiskopie Kanada
Archiepiskopie Kanada je jedna z eparchií Konstantinopolského patriarchátu.

## Historie a současnost
Roku 1996 byla Svatým synodem Konstantinopolského patriarchátu zřízena torontská metropolie.
K roku 2007 měla metropolie 76 farností a dva monastýry.
Dne 12. června 2019 získala metropolie statut archiepiskopie.

## Seznam biskupů a metropolitů

### Devátý arcibiskupský okruh archiepiskopie Amerika
- 1960–1963 Athenagoras (Kokkinakis)
- 1963–1967 Timotheos (Chaloftis)
- 1967–1973 Theodosios (Sideris)
- 1974–1979 Sotirios (Athanasoulas)

### Eparchie torontská archiepiskopie Amerika
- 1979–1996 Sotirios (Athanasoulas)

### Metropolie Toronto
- 1996–2019 Sotirios (Athanasoulas)

### Archiepiskopie Kanada
- od 2019 Sotirios (Athanasoulas)